# Орден Пионеров Республики
Орден Пионеров Республики или Воистину достославный рыцарский орден Пионеров Республики Либерия — государственная награда Либерии.

## История
Орден Пионеров Республики учреждён 7 января 1955 года президентом Либерии Уильямом Табменом в память о первых афро-американских переселенцах — американолиберийцев, как их называли, которые основали колонию «свободных цветных людей» на берегах современной Либерии в 1822 году под руководством американского общества колонизации. Эти люди никогда не называли себя «африканцы» в строгом смысле этого слова и продолжали бороться за своё место на африканском континенте, до окончательного провозглашения республики Либерии 26 июля 1847 года.

## Статут
Орденом Пионеров Республики награждаются граждане Либерии или иностранные граждане за выдающиеся заслуги в международных делах, гражданской службе, религии, искусстве, науке или коммерции, а также в качестве особых актов благодарности за подвиги и доблесть.

## Степени
- Кавалер Большой ленты
- Кавалер
- Командор
- Офицер
- Рыцарь

## Описание
Знак ордена представляет из себя одиннадцатилучевую звезду белой эмали с золотыми шариками на концах и с небольшими треугольными штралами между лучей. В центре звезды круглый медальон голубой эмали с каймой красной эмали. В медальоне на голубом фоне композиция прибытия афро-американских переселенцев на континент и их встреча с аборигенами под деревом. Красная кайма несёт текст: «HERE WE ARE — HERE WE REMAIN» (Мы здесь — Тут мы и останемся). Знак при помощи переходного звена в виде двух лавровых ветвей крепится к орденской ленте.
Звезда ордена аналогична знаку, за исключением того, что лучи звезды не имеют эмали и покрыты алмазными гранями.
Лента ордена зелёного цвета.
Знаки ордена степени рыцарь и офицер изготавливаются из серебра и имеют размер в 40 мм.
Знаки остальных степеней имеют размер в 64 мм и изготавливаются из позолоченного серебра.